# Walter Hochmuth
Walter Hochmuth (* 14. Februar 1904 in Reichenbach im Vogtland; † 28. Dezember 1979 in Berlin) war ein deutscher Politiker in der Weimarer Republik (KPD), Widerstandskämpfer in der Zeit des Nationalsozialismus und Diplomat der DDR.

## Von der Kindheit bis zur Weimarer Republik
Walter Hochmuth wurde als neuntes von zehn Kindern eines Bahnbeamten geboren. Sein Vater Karl Hochmuth war Zugschaffner bei der Sächsischen Eisenbahn. Seine Mutter Selma, geborene Schramm, war Kurbelstickerin. Er besuchte die achtklassige Volks- und Bürgerschule und anschließend die Handelsschule. 1920 begann er mit einer Lehre in der Tuchfabrik Albert Greiner AG zum Kaufmannsgehilfen. Zur selben Zeit trat er in den Gewerkschaftsbund der Angestellten (GdA) ein und wurde binnen kurzer Zeit Vorsitzender von dessen Jugendbund.
1922 wechselte er nach Düsseldorf, etwas später nach Köln und arbeitete als Kassierer und Verkäufer im Tuchgroßhandel der Hugo Braunstein AG. Auch in Köln war er Mitglied der örtlichen Jugendgruppe des GdA, die sehr mit KJVD sympathisierte und deshalb 1924 aus dem GdA ausgeschlossen wurde. Daraufhin wurde die Gruppe zum Wanderbund „Florian Geyer“. Da Hochmuth seit dem 1. Mai 1925 Mitglied des KJVD und der KPD war, versetzte man ihn 1926 in die Hamburger Filiale Tuchhaus Paul Peininger GmbH, wo er später zum gewerkschaftlichen Betriebsobmann wurde. Dort war er seit 1927 in erster Ehe mit Katharina Emmermann verheiratet, ihre Tochter Ursel Hochmuth wurde 1931 geboren.
1931 wurde auch sonst zu einem Jahr mit wichtigen Ereignissen. Zum einen wurde Hochmuth aus der Gewerkschaft ausgeschlossen, zum anderen wurde er als jüngstes Mitglied für die KPD in die Hamburger Bürgerschaft gewählt. Sein Arbeitgeber entließ ihn daraufhin und er begann ein Volontariat bei der Hamburger Volkszeitung. Bei der Bezirksleitung der KPD war er zudem für die Arbeit unter den Angestellten zuständig, in dieser Funktion engagierte er sich unter anderem beim Aufbau eines Clubs der Angestellten am Gänsemarkt. 1932 nahm Hochmuth in Berlin an der 3. Reichskonferenz der KPD teil.

## Zeit des Nationalsozialismus: Illegalität, Flucht, Emigration, Haft
Nach der Machtergreifung der Nationalsozialisten wurde Hochmuth steckbrieflich von der Polizei gesucht und musste in den Untergrund gehen. Er war dennoch bis August 1934 Mitglied der illegalen Leitung der KPD. Er schrieb weiter für die nun illegale Hamburger Volkszeitung und arbeitete mit Albert Bennies in der Bezirksleitung der Revolutionären Gewerkschafts-Opposition mit und gab hier die RGO-Zeitung Der Klassengewerkschafter heraus. Mit einer seiner Quartiergeber, der Schneidergehilfin Renate Brake, begann er eine Liebesbeziehung, aus der im März 1934 Sohn Peter hervorging. Nachdem Bennies und andere Genossen verhaftet wurden, floh Hochmuth mit Brakes Hilfe nach Dänemark. Dort geriet er mit der Emigrationsleitung der KPD in Konflikt und musste 1935 auf Beschluss der Partei sein Exil nach Amsterdam verlegen.
Als blinder Passagier fuhr er auf einem Frachtschiff von Dänemark nach Antwerpen. Brake und Sohn Peter folgten ihm in die Niederlande. 1938 wurde Hochmuth die deutsche Staatsbürgerschaft aberkannt. Am 30. August des Jahres stand er auf der 62. Ausbürgerungsliste. Zudem wurde er als „unerwünschte Person“ aus den Niederlanden nach Belgien abgeschoben, nachdem er von März bis Juni des Jahres schon interniert war. Auch in Belgien lebte er ohne gültige Ausweispapiere illegal bei kommunistischen Bergarbeiterfamilien. Im März kam in Charleroi die Tochter Birgid zur Welt. Nach dem Überfall Deutschlands auf Belgien wurde Hochmuth interniert. Im Mai 1940 wurde er mit einem Güterwagentransport ins südfranzösische Lager Gurs gebracht und dort interniert.
Nachdem die deutschen Truppen auch Südfrankreich besetzt hatten, wurde Hochmuth durch die Wehrmacht von der Gestapo verhaftet und im März 1943 ins Polizeigefängnis Fuhlsbüttel eingesperrt. In Deutschland befand er sich bis Januar 1944 in Untersuchungshaft der Gestapo, anschließend in richterlicher Untersuchungshaft, und wurde schließlich am 21. Juli vom Volksgerichtshof in Potsdam wegen „Vorbereitung zum Hochverrat“ zu fünf Jahren Zuchthaus verurteilt. Nachdem seine erste Ehe 1939 geschieden wurde, heiratete Hochmuth im Januar 1944 Renate Brake. Seine erste Frau Katharina, bei der auch die Tochter Ursel lebte, heiratete Franz Jacob. 1945 wurde er mit anderen Häftlingen aus dem Zuchthaus Brandenburg durch die Rote Armee befreit.

## Karriere in der DDR
Im Mai 1945 wurde Hochmuth Leiter der Personalabteilung der Abteilung Post- und Fernmeldewesen des Magistrats von Groß-Berlin. Kurz darauf holte er seine Frau und seine Kinder aus Reichenbach, wo sie bei seinem Bruder Rudolf Hochmuth Unterschlupf gefunden hatten. 1947 wurde er Personalleiter der Hauptverwaltung Post- und Fernmeldewesen der Deutschen Wirtschaftskommission (DWK). Er gehörte zudem zu den Gründungsmitgliedern der Industriegewerkschaft Post- und Fernmeldewesen und war Mitglied in dessen Zentralvorstand. Nachdem der Präsident der Oberpostdirektion Schwerin in die Westzonen geflüchtet war, wurde Hochmuth „wegen mangelnder Wachsamkeit“ aus der Personalleiter-Funktion entfernt und wurde im März 1949 Prokurist bei der Deutschen Handelsgesellschaft, 1950 schließlich Gruppenleiter in der DDR-Regierungskanzlei, Hauptamt Verwaltung. Seit 1949 lebte er in Woltersdorf, wo er Vorsitzender des Hauptausschusses der Nationalen Front war. Zu dieser Zeit begann er ein Fernstudium an der Deutschen Akademie für Staats- und Rechtswissenschaft „Walter Ulbricht“. Er schloss es mit dem Staatsexamen ab.
Seit April 1956 war Hochmuth stellvertretender Leiter und ab 1957 Leiter der Handelsvertretung der DDR in Jakarta. Von 1959 bis 1962 war er als Legationsrat im Irak, seit Juni 1962 bis zur krankheitsbedingten Rückkehr 1963 als Generalkonsul in Bagdad. Dort war er unter anderem mit dem Aufbau der DDR-Botschaft im Irak beschäftigt. Er war damit der erste Repräsentant der DDR in einem nichtsozialistischen Land. 1964 wechselte Hochmuth zum Ministerium des Inneren und wurde zunächst stellvertretender Leiter des Deutschen Zentralarchivs Potsdam. Nach längerer Krankheit wurde er 1965 als Nachfolger von Karl Schirdewan Leiter der Staatlichen Archivverwaltung in Potsdam, wo er unterdessen auch lebte. Seit 1968 war Hochmuth Rentner. In seinen letzten Lebensjahren war er Vorsitzender des Kreiskomitees Potsdam der antifaschistischen Widerstandskämpfer der DDR.

## Auszeichnungen und Ehrengrab
Neben anderen Auszeichnungen erhielt Hochmuth 1960 den Vaterländischen Verdienstorden in Silber und 1974 in Gold, 1979 zusätzlich die Ehrenspange zum Vaterländischen Verdienstorden.
Hochmuth wurde auf dem Zentralfriedhof Friedrichsfelde in der kurz zuvor eingeweihten Ehren-Gräberanlage für Opfer des Faschismus und Verfolgte des Naziregimes beigesetzt, wo 1998 auch seine Frau bestattet wurde. Nachdem die Grabstelle nach 20 Jahren abgelaufen und der Zustand der Gräberanlage nicht mehr zufriedenstellend war, wurden beide Urnen kurz nach 2018 mitsamt dem Grabstein auf den Bornstedter Friedhof überführt, der sich in der Nähe ihres langjährigen Wohnortes in der Potsdamer Eichenallee befindet.

## Schriften
- Das Personalwesen der Deutschen Post in der sowjetischen Besatzungszone, Deutscher Zentralverlag, Berlin 1948
- Brief von Walter Hochmuth aus der Internierungshaft in Merxplas/Belgien an seine Tochter Ursel vom 31. März 1940, In: Was bleibt ist Hoffnung. Eine Briefdokumentation aus Brandenburger Konzentrationslagern, Zuchthäusern und Gefängnissen der NS-Zeit 1933-1945, Brandenburgische Landeszentrale für Politische Bildung, Potsdam 1994, S. 104f.